# Actioncamera

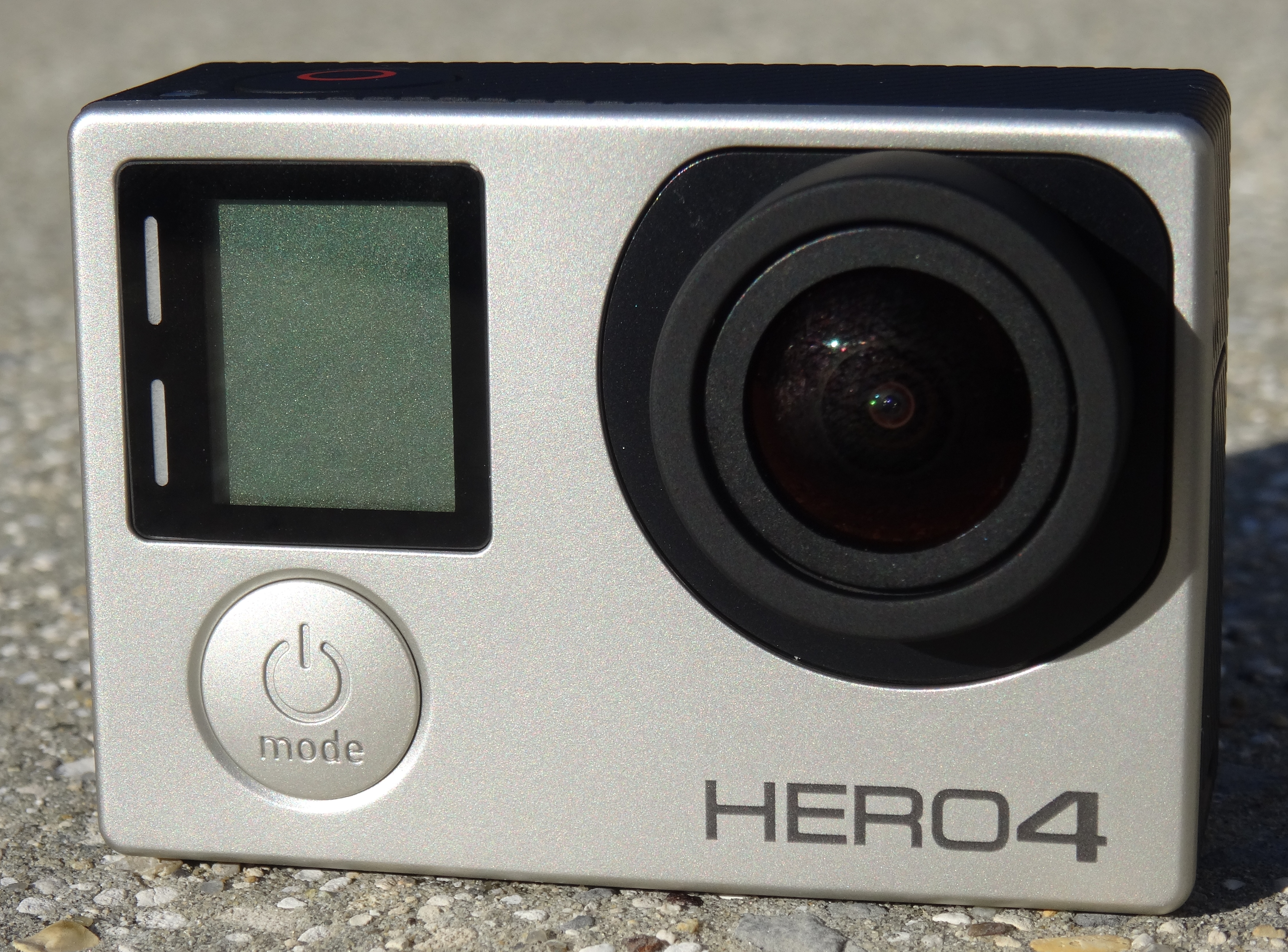
GoPro Hero 4 Silver Edition

Een actioncamera of sportcamera is een kleine videocamera die ingezet kan worden tijdens sport- en actiemomenten. Door het kleine formaat van de camera's kunnen deze gemakkelijk worden bevestigd, bijvoorbeeld op een auto, motor of surfboard, of gedragen worden als helmcamera. Om "dichter bij" de actie te komen, hebben dergelijke camera's meestal een groothoek- of soms zelfs een fisheye-lens. Actioncamera's worden steeds verder ontwikkeld en zijn vaak voorzien van gps.